# Cantonul Montauban-2
Cantonul Montauban-2 este un canton din arondismentul Montauban, departamentul Tarn-et-Garonne, regiunea Midi-Pyrénées, Franța.

## Comune
- Montauban (parțial)